# Ила (тюрьма)

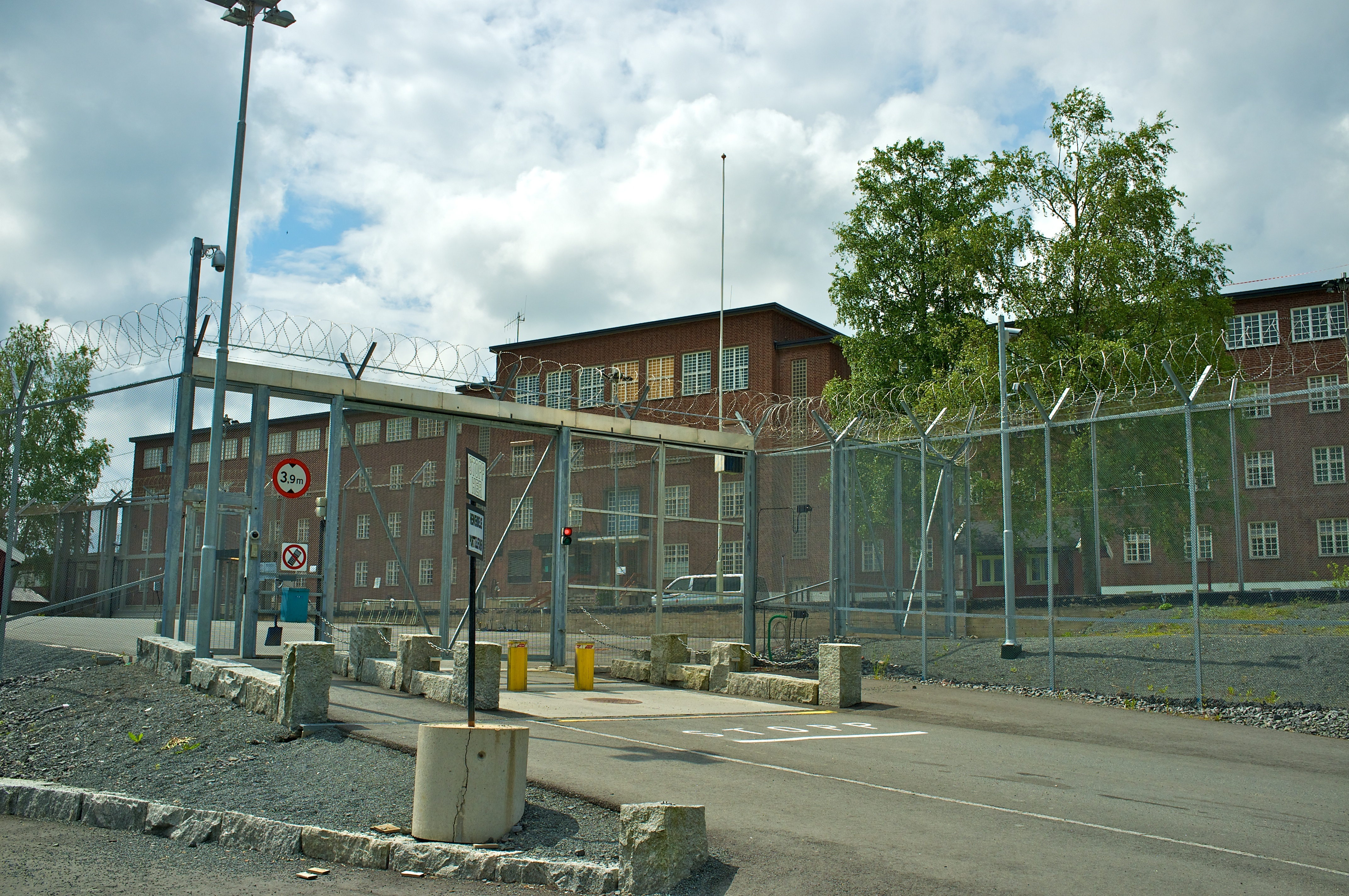
Тюрьма Ила, 2012 год

Ила (норв. Ila fengsel og forvaringsanstalt) — исправительное учреждение тюремного типа, находящееся в коммуне Берум, Норвегия. Тюрьма известна тем, что в период Второй мировой войны на её территории располагался концентрационный лагерь Грини, а также тем, что здесь с 2012 года отбывает заключение террорист Андерс Брейвик.

## История

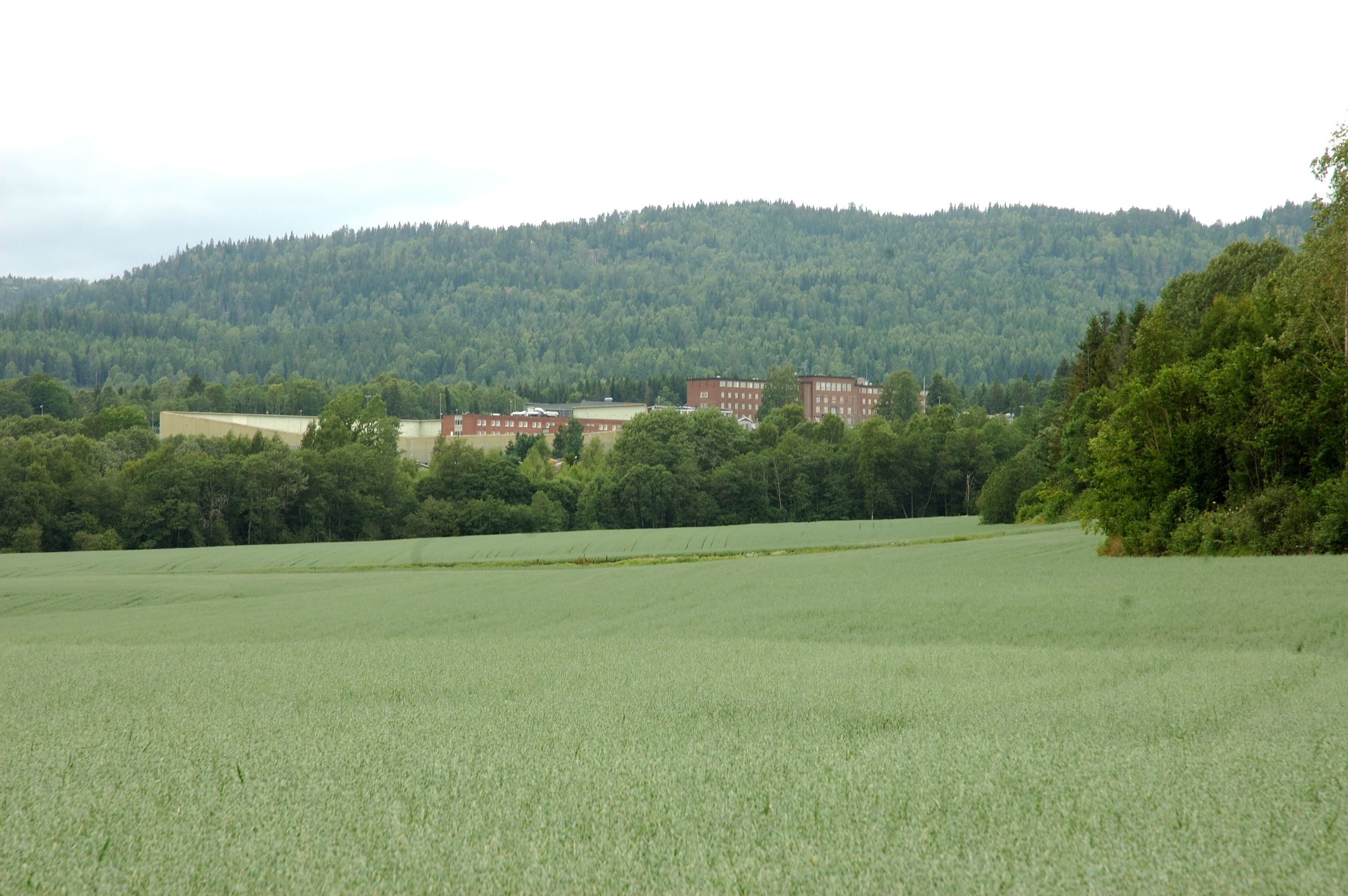
Территория тюремного комплекса Ила

Строительство тюрьмы велось с 1937 по 1940 год. Во время немецкой оккупации с 12 июня 1941 по 8 мая 1945 год женское отделение тюрьмы использовалась в качестве концентрационного лагеря Грини для политических заключённых и преступников, проходивших по уголовным статьям.
После войны Грини был передан в подчинение тюремному ведомству и до 1951 года функционировал под новым названием Илебу как место содержания под стражей предателей родины. С 1951 года в тюрьме предусмотрена возможность отбывания сроков заключения для арестантов, было изменено название на тюрьма Ила. Учреждение было рассчитано на 130 мест.

## Настоящее время
После обширной реконструкции тюрьма может вмещать 124 заключённых в 12 блоках. В тюрьме содержатся самые опасные преступники Норвегии, осуждённые за особо тяжкие преступления. Также там содержатся опасные преступники из Швеции.
24 августа 2012 года окружной суд Осло вынес вердикт по делу Андерса Брейвика, приговорив террориста к 21 году тюремного заключения в тюрьме Ила за теракты в 2011 году. Для его содержания было специально переоборудовано одно крыло тюрьмы. В распоряжении заключённого три комнаты: спальня, комната для физических упражнений и кабинет. У него нет доступа в Интернет, однако предоставлена офлайн-версия Википедии. Также для заключённого будет оборудован отдельный двор, где он сможет проводить время на свежем воздухе.
Операционные расходы тюрьмы составляют около 7,5 млн крон в год (2012). Типичные расходы на одного заключённого составляют около 800 тыс. крон в год. Сразу после перевода Брейвика в Илу администрация тюрьмы запросила единовременно дополнительные 12,5 млн крон (около 1,4 млн долларов) в бюджет заведения на улучшение систем безопасности. Непосредственно на содержание Брейвика было единовременно израсходовано 5 млн крон. Представитель норвежского управления исправительными заведениями Андреас Скулберг сообщил, что ежегодный бюджет тюрьмы придётся увеличить на 5 млн крон в год, чтобы сохранить безопасность заведения на должном уровне.